# Gregorio Naro
Gregorio Naro (Roma, 24 de outubro de 1581 - Rieti, 7 de agosto de 1634) foi um cardeal do século XVII

## Biografia
Nasceu em Roma em 24 de outubro de 1581. Filho de Fabrizio Naro e Olimpia Lante, irmã de Virginia Lante, esposa de Giovanni Battista Borghese, irmão do Papa Paulo V. Dos marqueses de Mompeo. Sobrinho do Cardeal Marcello Lante (1606), por parte de mãe. Outros cardeais da família foram Benedetto Naro (1816); e Costantino Patrizi Naro (1834). Seu sobrenome também está listado como Nari.
Estudou na Universidade de Perugia, onde obteve o doutorado..
Referendário dos Tribunais da Assinatura Apostólica de Justiça e de Graça, 18 de janeiro de 1621. Clérigo da Câmara Apostólica, 1622. Prefeito da Annona , 10 de novembro de 1623 (1) . Auditor geral da Câmara Apostólica. Governador de Civitavecchia, 1624-1625. Protonotário apostólico, 28 de janeiro de 1626..
Criado cardeal sacerdote no consistório de 19 de novembro de 1629, com dispensa de ter um tio no Sagrado Colégio dos Cardeais; recebeu o chapéu vermelho e o título de Ss. Quirico e Giulitta, 17 de dezembro de 1629..
Eleito bispo de Rieti, 6 de fevereiro de 1634. Consagrado, 12 de março de 1634, capela Borghese, basílica patriarcal da Libéria, Roma, pelo cardeal Marcello Lante, auxiliado por Tiberio Cenci, bispo de Iesi, e por Ludovico Cinci, bispo de Todi..
Morreu em Rieti em 7 de agosto de 1634. Transferido para Roma e sepultado na capela de sua família na basílica de S. Maria sopra Minerva.